# Maciej Kamieński
Maciej Kamieński (Sopron llavors Ödenburg, Hongria, 13 d'octubre de 1734 - Varsòvia, Polònia, 25 de gener de 1821) fou un compositor polonès.
És principalment conegut per ser el primer compositor que va escriure una òpera polonesa, Nedza Uzazesliwiona que fou representada a Varsòvia el 1778.
A més va compondre, altres cinc òperes poloneses, dues alemanyes, música religiosa i diverses poloneses per a piano.